# Polton
Polton – polska wytwórnia płytowa założona w 1983 w Warszawie, w 1994 przejęta przez Warner Music Group.
Obok Savitoru i Arstonu była jedną z trzech najbardziej znanych wytwórni polonijnych, tj. firmą z udziałem kapitału zagranicznego pochodzenia polskiego. Jej szefem artystycznym był Jan Chojnacki. W połowie lat 90. została przejęta przez Warner Music Group. W roku 1991 80% udziałów wykupiła Starstream Communications Group Inc.